# Smilisca phaeota
A Smilisca phaeota a kétéltűek (Amphibia) osztályának békák (Anura) rendjébe és a levelibéka-félék (Hylidae) családjába tartozó faj.

## Előfordulása
A faj Costa Ricában, Ecuadorban, Hondurasban, Kolumbiában, Nicaraguában és Panamában él. Természetes élőhelye szubtrópusi vagy trópusi száraz erdők, szubtrópusi vagy trópusi nedves síkvidéki erdők, folyók, édesvizű mocsarak, időszakos édesvizű mocsarak, ültetvények, kertek, lakott területek, lepusztult erdők, pocsolyák, csatornák és árkok.